# Gaspare Mattei

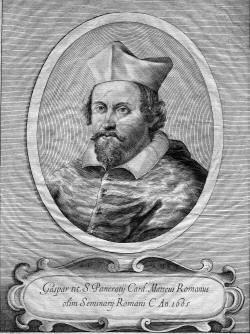
Kardinal Gaspare Mattei (Porträt ca. 1650)

Gaspare Mattei (* 1598 in Rom; † 9. April 1650 ebenda) war ein italienischer Kardinal der Römischen Kirche und Erzbischof.

## Biografie
Gaspare Mattei stammte von der Adelsfamilie Mattei ab und ist der Sohn von Mario Mattei, Herzog von Paganica und Prudenzia Cenci. Mattei gehörte der alten römischen Adelsfamilie Mattei an und war ein Verwandter von Papst Paul V. sowie Neffe von Kardinal Tiberio Cenci. Er studierte Rechtswissenschaften an der Universität La Sapienza in Rom. Seine Eltern hofften, dass er als ältester Sohn das Mädchen heiraten würde, in das Gaspar verliebt war, aber er beschloss stattdessen, seine kirchliche Laufbahn während des Pontifikats von Paul V. in der römischen Kurie zu beginnen.
Er hatte verschiedene Ämter als Gouverneur in den Städten des Kirchenstaates inne: San Severino Marche, Forlì, Urbino, Perugia.
Am 5. September 1639 wurde er zum Titularerzbischof von Athen ernannt. Danach wurde er als Apostolischer Nuntius zum Kaiser nach Wien gesandt.
Im Konsistorium vom 13. Juli 1643 kreierte Papst Urban VIII. Gaspare Mattei zum Kardinal und am 14. November desselben Jahres erhielt er die Titelkirche San Pancrazio fuori le mura. Er entschied sich am 28. September 1648 für die Titelkirche Santa Cecilia in Trastevere.
Er nahm am Konklave von 1644 teil, das Papst Innozenz X. wählte, musste aber das Konklave vor der Wahl krankheitsbedingt verlassen.
Kardinal Mattei starb in Rom und wurde in der Basilika Santa Cecilia beigesetzt.